# Église Saint-Barthélemy de Cazères-sur-l'Adour
L’église Saint-Barthélemy est un lieu de culte catholique situé sur la commune de Cazères-sur-l'Adour, dans le département français des Landes.

## Présentation
Cette église dépendait jadis de l’abbaye Saint-Jean de la Castelle. Elle est également placée sous la protection de saint Barthélemy. Cette double dépendance est matérialisée par le retable du maître-autel, en bois sculpté et doré : sa partie gauche représente la décollation de saint Jean-Baptiste et sa partie droite, le martyre de saint Barthélemy, écorché vif.
Un incendie met à mal la voûte, le mobilier et la sacristie en 1569, lors de troubles liés aux guerres de Religion. Un siècle plus tard, les dégâts ne sont toujours pas réparés et, pendant la Révolution française, l’église est profanée.